# Stephan Ruscheweyh
Stephan Ruscheweyh (* 30. April 1944 in Zwickau; † 26. Juli 2019) war ein deutscher Mathematiker. Er befasste sich weitestgehend mit dem mathematischen Teilgebiet der Funktionentheorie.

## Leben
Ruscheweyh studierte von 1963 bis 1968 in Freiburg, Kiel und Bonn Mathematik und promovierte 1969 in Bonn mit einer von Ernst Peschl angeregten Dissertationsschrift „Gewisse Klassen verallgemeinerter analytischer Funktionen“. 1972 wurde er in Bonn habilitiert und nahm 1973 einen Ruf auf eine Universitätsprofessur an der Universität Dortmund an. Von 1973 bis kurz nach der sowjetischen Invasion 1979 war er Gastdozent an der Universität Kabul und zentral am Aufbau eines mathematischen Instituts beteiligt. Nach dem Sturz des Taliban-Regimes fungierte er bis in die 2010er-Jahre als DAAD-Koordinator des Stabilitätspakts Afghanistan. Darüber hinaus hatte er fast 90 Gastdozenturen an den verschiedensten Universitäten in Europa, Amerika, Asien, Afrika und Australien inne. Bereits 1976, im Alter von gerade einmal 32 Jahren, wurde er auf den Lehrstuhl für Funktionentheorie an der Universität Würzburg berufen, den er bis zu seiner Emeritierung im Jahr 2012 innehatte. Mit einer Amtszeit von 36 Jahren ist er der dienstälteste in Forschung und Lehre aktive Professor in der gesamten Geschichte der Universität Würzburg. In dieser Zeit betreute er neben zahlreichen Diplom- und anderen Abschlussarbeiten insgesamt 17 Dissertationen und 5 Habilitationen.
2001 gründete und leitete er seitdem das international renommierte Fachjournal Computational Methods and Function Theory (CMFT) sowie die gleichnamige Reihe von internationalen Kongressen, die ca. alle vier Jahre die führenden Funktionentheoretiker weltweit zusammenführte.
Ruscheweyhs Werk umfassen mehr als 160 Arbeiten mit mehr als 60 Koautoren aus 20 verschiedenen Ländern. Zu seinen größten mathematischen Leistungen gehören der Beweis der Pólya-Schoenberg-Vermutung und die Entwicklung der Theorie der Faltungs-Dualität, die funktionentheoretische Forschung in den vergangenen 50 Jahren maßgeblich mitprägten. Auch deshalb gilt Ruscheweyh als einer der meistzitierten Funktionentheoretiker.

## Schriften (Auswahl)
- mit Karl Wilhelm Bauer: Differential operators for partial differential equations and function theoretic applications, Springer, 1980, ISBN 978-3-540-09975-8
- Computational methods and function theory, Springer, 1990, ISBN 978-3-540-52768-8
- mit Andrew Bakan, Luis Salinas: On geometric properties of the generating function for the Ramanujan sequence, SpringerLink, 2017
- mit Karl Wilhelm Bauer: Unterschiedliche Darstellungen für die Lösungen einer partiellen Differentialgleichung und deren Anwendungen, Forschungszentrum Graz. Mathematisch-Statistische Sektion, 1974
- Über einige Klassen im Einheitskreis holomorpher Funktionen, Forschungszentrum Graz. Mathematisch-Statistische Sektion, 1974